# Георг Гротефенд
Георг Фридрих Гротефенд (на немски: Georg Friedrich Grotefend) е германски филолог, езиков и изследовател на древната история. Той започва с дешифрирането на клинописа.
Брат е на теолога Йохан Грегор Гротефенд (1766 – 1837). Баща е на историка Карл Лудвиг Гротефенд (1807 – 1874) и дядо на архиваря и хронолога Херман Гротефенд (1845 – 1931).

## Биография
Роден е на 9 юни 1775 в Хан. Мюнден. Следва от 1795 г. филология и теология в Гьотингенския университет. През 1803 г. става проректор на градската гимназия (днес Lessing-Gymnasium) във Франкфурт на Майн. Между 1812 и 1814 г. е професор по класическа литература в Lyceum Carolinum, новооснования университет Франкфурт. През 1819 г. е един от основателите на обществото Gesellschaft für Deutschlands ältere Geschichtskunde за издаване на Monumenta Germaniae Historica. През 1821 г. става директор на гимназията (Lyzeum) в Хановер.
През 1802 г. успява само за няколко седмици да разчете намерения през 1621 г. и копиран персийския Бехистунски надпис в Иран. Разчита и клинописа от Персеполис, копиран от Карстен Нибур по време на голямото му пътуване в Арабия. След това разчита вавилонски и асирийски клинописи. Той е учител по древногръцки език и познава имената на персийските царе.
През 1818 – 1821 г. си пише с Якоб Грим за езика на готите. 
Георг Фридрих Гротефенд е почетен гражданин на Хановер.
Пенсионира се през 1849 г. и умира на 15 декември 1853 г. в Хановер, където е погребан в Градинското гробище (на немски: Gartenfriedhof).

## Основни трудове
- Anfangsgründe der deutschen Prosodie. (Gießen 1815)
- Lateinische Grammatik. 2 Bde. (Frankfurt am Main 1823 – 1824)
- Neue Beiträge zur Erläuterung der persepolitanischen Keilschrift. (Hannover 1837)
- Rudimenta linguae umbricae. 8 Hefte (Hannover 1835 – 1838)
- Rudimentae linguae oscae. (Hannover 1839)
- Zur Geographie und Geschichte von Altitalien. 5 Hefte (Hannover 1840 – 1842)